# Governador Jorge Teixeira
Governador Jorge Teixeira är en kommun i Brasilien.   Den ligger i delstaten Rondônia, i den centrala delen av landet, 1 700 km väster om huvudstaden Brasília. Antalet invånare är 10 513.
I omgivningarna runt Governador Jorge Teixeira växer i huvudsak städsegrön lövskog. Runt Governador Jorge Teixeira är det mycket glesbefolkat, med 7 invånare per kvadratkilometer.